# Lego Star Wars II: La trilogia original
Lego Star Wars II: The Original Trilogy és un joc d'acció i aventura de temàtica Lego del 2006 desenvolupat per Traveller's Tales i publicat per LucasArts i TT Games Publishing. Va ser llançat l'11 de setembre de 2006. Forma part de la sèrie multimèdia Lego Star Wars, i es basa en la franquícia de mitjans de ciència-ficció Star Wars i en la línia de joguines de construcció Lego Star Wars del Grup Lego. Segueix els esdeveniments de les pel·lícules que conformen la denominada “trilogia original” de Star Wars: Una nova esperança, L’Imperi contraataca i El retorn del Jedi. El joc permet als jugadors assumir el paper de les versions de Lego de més de 50 personatges d’aquestes pel·lícules; a més, també existeix la possibilitat de crear personatges personalitzats. El moviment de la càmera es va millorar respecte al seu predecessor, Lego Star Wars: The Video Game, i es van explorar més a fons els nivells basats en el pilotatge de vehicles. El joc es va anunciar oficialment a l'American International Toy Fair. Es van crear promocions per al joc a les cadenes de botigues dels Estats Units.
Lego Star Wars II va ser un èxit tant crític com comercial; al maig de 2009 ja havia venut més de 8,2 milions de còpies a tot el món. Els crítics van elogiar el joc per la seva representació còmica i "adorable" de les pel·lícules i perquè preferien la trilogia original per sobre la trilogia de preqüeles. No obstant això, la baixa dificultat del joc i les seves versions de Game Boy Advance i Nintendo DS van tenir una pitjor recepció. El joc va rebre premis de la British Academy of Film and Television Arts (BAFTA) i Spike TV (actualment Paramount Network), entre d'altres. Una adaptació per a telèfons mòbils, Lego Star Wars II Mobile, va ser desenvolupada posteriorment per Universomo, publicada per THQ i llançada el 5 de gener de 2007. Lego Star Wars II i el seu predecessor es van recopilar a Lego Star Wars: The Complete Saga, publicat un any després.

## Joc
Lego Star Wars II utilitza una perspectiva en tercera persona i gràfics en 3D. Se situa en un món que conté objectes, entorns i personatges dissenyats amb l’aparença de les peces de les joguines de Lego. La seva jugabilitat, formada per una combinació dels gèneres d’acció i aventura, plataformes, i alguns elements de trencaclosques, comparteix elements amb la de Lego Star Wars: The Video Game (2005). Mentre que Lego Star Wars va seguir els esdeveniments de la trilogia de preqüeles (L'amenaça fantasma (1999), L'atac dels clons (2002) i La venjança dels Sith (2005)), Lego Star Wars II es basa en la trilogia original (Una nova esperança (1977), L’Imperi contraataca (1980) i El retorn del Jedi (1983)). El joc explica de forma còmica els esdeveniments de la trilogia mitjançant cinemàtiques sense diàleg prèviament renderitzades. El jugador controla els personatges de les pel·lícules, cadascun dels quals posseeix armes i habilitats específiques. En qualsevol moment, un segon jugador pot unir-se a la partida activant un segon comandament. Durant el joc, els jugadors poden recollir studs de Lego, objectes petits amb forma de disc, que serveixen com a moneda en el joc. El jugador té un comptador de salut, que es mostra a la interfície del joc. La salut del jugador està representada per quatre cors; quan aquests cors s'esgoten, el jugador mor, i una petita quantitat dels seus studs cauen al terra. Tanmateix, reapareixen a l'instant i sovint poden tornar a recollir els studs perduts.
La sala central del joc és la Cantina de Mos Eisley, situada en la ciutat portuària del mateix nom, al planeta Tatooine. Al taulell de la cantina, el jugador pot utilitzar els diners aconseguits per comprar personatges, vehicles, consells de joc i bonificacions extres, o per activar codis de trucs. En una petita àrea fora de la cantina, els jugadors poden veure els vehicles aconseguits en els diferents nivells. Aquests nivells són la forma en què està dividit el joc, i s'accedeix a aquests també des de la cantina. Cada pel·lícula està constituïda per sis nivells, que representen llocs i escenes clau de la pel·lícula en qüestió. Les ubicacions inclouen els planetes Hoth, Bespin, Dagobah i Tatooine, l’estació espacial Estrella de la Mort i la lluna d’Endor. A més, el joc també inclou nivells de bonificació. Durant el joc, el jugador ha de lluitar contra els enemics, construir objectes amb maons de Lego i conduir vehicles. Alguns nivells consisteixen completament en conduir vehicles, com ara caces TIE, Snowspeeders o el Falcó Mil·lenari. Els nivells s'han de jugar primer en el mode Història. Al completar un nivell es desbloqueja el següent, així com un mode de joc lliure per al nivell completat. Els nivells són idèntics en els dos modes de joc, amb l’única diferència que el Mode Història restringeix els personatges jugables als protagonistes de les escenes corresponents de la pel·lícula en què es basa el nivell, mentre que en el Mode Lliure podem escollir qualsevol personatge que haguem desbloquejat anteriorment. Els nivells es poden tornar a jugar en qualsevol dels dos modes per recollir studs i objectes col·leccionables amagats.
Hi ha tres tipus d'objectes secrets disponibles: maons d'or, minikits i maons vermells o de poder. Dins de cada nivell s'amaga un maó de poder. Quan aquest es recull, es desbloqueja la possibilitat de comprar una determinada habilitat al taulell de la cantina. Cada nivell també conté deu minikits ocults. Cada minikit representa una part d’un vehicle, que es desbloquejarà i serà jugable a l'aconseguir les 10 parts, a més d’atorgar un maó d’or. Recollir un cert nombre de maons d'or desbloqueja recompenses gratuïtes per obtenir avantatges a l’hora de jugar. Els maons d'or també s'atorguen quan s'han completat els nivells i quan s'acumula un nombre predefinit de diners en un nivell. En total hi ha noranta-nou maons d'or en el joc. Els vehicles representats pels minikits s'exhibeixen fora de la cantina. Al recollir els seus 10 minikits i, per tant, completar el vehicle, aquest es desbloqueja per pilotar-lo en un nivell de bonificació.

### Personatges jugables
Es poden jugar 68 personatges de les pel·lícules al llarg del joc, incloent variacions de personatges mítics de la franquícia com Luke Skywalker, Princesa Leia, Han Solo, Chewbacca, Lando Calrissian, R2-D2, C-3PO, Darth Vader, l’Ewok Wicket, o Boba Fett. A Lego Star Wars II es va donar més importància a les habilitats pròpies dels personatges, aspecte que faltava en el joc anterior. Per exemple, alguns personatges armats amb pistoles poden utilitzar un ganxo en zones designades i els personatges que utilitzen sabres làser poden desviar projectils, fer un doble salt i utilitzar la Força. Els droides com R2-D2 o C-3PO tenen l’habilitat d’interactuar amb sistemes informàtics per obrir portes i activar altres mecanismes. Els personatges petits com els Ewoks i els Jawas poden arrossegar-se per escotilles o conductes per arribar a zones d'altra manera inaccessibles. Els caçadors de recompenses, com Boba Fett, poden utilitzar detonadors tèrmics per destruir objectes indestructibles per armes convencionals. Els Sith com Darth Vader, poden utilitzar la Força per manipular objectes foscos de Lego. A més d’això, alguns personatges tenen habilitats úniques basades en les seves accions i personalitats a les pel·lícules; per exemple, Chewbacca pot arrencar els braços dels seus enemics, Darth Vader pot ofegar els enemics amb la Força, la princesa Leia té un atac en el qual dona una bufetada i Lando Calrissian pot utilitzar un atac amb moviments semblants als del kung-fu. Sovint es necessiten habilitats especials per desbloquejar noves zones o els objectes secrets, però el Mode Història no sempre proporciona els personatges amb les habilitats necessàries per fer-ho. Per això alguns secrets només es poden trobar en el Mode Lliure utilitzant els personatges adequats. El jugador pot desbloquejar l'extra "Utilitza un guardat antic", que importa tots els personatges desbloquejats en el primer joc de Lego Star Wars per utilitzar-los en el joc lliure; Per poder utilitzar aquesta funció, hi ha d’haver una partida de Lego Star Wars desada a la mateixa targeta de memòria que conté les dades desades de Lego Star Wars II.
A més de tots aquests personatges, els jugadors poden crear-ne dos personalitzats a la Cantina Mos Eisley. Aquests personatges es poden construir utilitzant tant parts estàndard predeterminades com les dels personatges desbloquejats. En total existeixen 2.258.163.204 de combinacions possibles. Algunes peces de personalització es poden desbloquejar mitjançant codis de trucs, com els publicats per la web IGN, que afegeixen peces per a un personatge de Santa Claus. El joc genera automàticament noms per als personatges en funció de les peces utilitzades, per exemple, si un personatge està fet de peces de Darth Vader i C-3PO, el seu nom pot ser "Darth-3PO", no obstant, el jugador també pot crear un nom propi.

## Desenvolupament
Lego Star Wars II va ser creat per l’empresa desenvolupadora de videojocs de Cheshire (Anglaterra) Traveller's Tales. LucasArts, ocupat amb altres projectes, havia cedit la publicació de Lego Star Wars a Eidos Interactive, però va recuperar els "recursos necessaris" per publicar la segona entrega amb el suport de TT Games Publishing. Lego Star Wars II es va desenvolupar per als sistemes operatius Microsoft Windows i OS X, i per les consoles Xbox, GameCube, PlayStation 2, Game Boy Advance (GBA), Nintendo DS, PlayStation Portable (PSP) i Xbox 360. El joc té algunes diferències entre plataformes: les versions de DS i GBA tenen alguns personatges jugables diferents a les altres versions, i les versions DS i PSP admeten un "mode sense cable" per al joc multijugador.
Lego Star Wars II utilitza el motor de Lego Star Wars amb algunes modificacions. Això va permetre realitzar moltes millores en la jugabilitat respecte al seu predecessor, sobretot en quant els angles de càmera i el moviment. El moviment de la càmera en “mode cooperatiu” va resultar un repte important en el desenvolupament del joc, ja que LucasArts va rebre comentaris crítics dels fans sobre aquest tema en el joc anterior. Traveller's Tales va intentar ampliar el concepte dels nivells jugats completament en vehicles. Aquests "nivells de vehicles" es van explorar més a fons a Lego Star Wars II que en el seu predecessor. També en resposta a les queixes dels fans, LucasArts i Traveller's Tales van implementar la possibilitat de construir maons a tots els personatges, amb l'excepció dels droides. La personalització dels personatges, un concepte completament nou, es va considerar una millora significativa respecte al joc original, i és una de les tres característiques destacades a la contraportada final de la capsa del joc. Tom Stone, director de Traveller's Tales, va declarar sobre les diferents millores fetes respecte al joc original:
| « | Estavem sorpresos i, per descomptat, encantats que el joc original fos jugat i gaudit per tanta gent... i amb totes les noves millores i característiques, juntament amb la trilogia original, que estem implementant a Lego Star Wars II, estem segurs que el nou joc té el que cal per entretenir a encara més jugadores que abans. | » |

Els dissenyadors del joc van intentar recrear els personatges i els esdeveniments de les pel·lícules d'una manera "simpàtica". L'assistent de producció Jeff Gullet va dir que, en la recreació de l'escena de El retorn del Jedi on Luke Skywalker "salta de la planxa... i fa volteretes fins a caure a l'esquif", Skywalker "realitza una serie d’acrobàcies amb tot tipus de salts inversemblants des de la planxa. Cosa que resulta divertida". El productor de LucasArts, David Perkinson, va dir: "Com no sigui que tingueu el cor de l'Emperador, riureu de molts [dels personatges] la primera vegada que els vegeu, és impossible no fer-ho. Són tan bonics!"

## Historial de màrqueting i llançaments
El 2 de febrer de 2006, quan encara no s'havia anunciat el desenvolupament del joc, se’n van filtrar imatges a Internet. Tanmateix, es van eliminar ràpidament i LucasArts no va confirmar ni desmentir la seva veracitat. El joc es va presentar formalment el 10 de febrer a la Fira Internacional de Joguines Americana de 2006. Més tard, es va mostrar un tràiler a l’Electronic Entertainment Expo (E3) del mateix any. Com que el Lego Star Wars original havia tingut bons resultats comercials i bona crítica, superant els 3 milions de còpies el març de 2006 i guanyant diversos premis, la seva seqüela va ser molt esperada tant pels fans del joc original com per les publicacions de videojocs com IGN o GameSpot. Poc abans del llançament del joc, se’n va fer promoció a vàries cadenes comercials dels Estats Units com Toys "R" Us, Wal-Mart, Target, Best Buy, GameStop o Circuit City.
Al Regne Unit, Lego Star Wars II es va llançar l'11 de setembre de 2006, per a PC, Xbox, GameCube, Game Boy Advance, DS i Xbox 360; el 15 de setembre per a PlayStation 2; i el 10 de novembre per a PSP. El joc es va llançar el 13 de setembre a l'Europa continental per a totes les plataformes excepte la PSP. El llançament nord-americà va ser el 12 de setembre per a totes les plataformes, coincidint amb la comercialització de dos discs de les pel·lícules en què es basava. A Austràlia va ser el 15 de setembre, també per a totes les plataformes, excepte la Xbox 360. La versió OS X va ser llançada el 4 de maig de 2007. Les versions de PlayStation 2 i Nintendo DS van ser les úniques que es van llançar al Japó, el dia 2 de novembre de 2006. El joc va rebre una qualificació d'E10+ de l'Entertainment Software Rating Board (per "violència en dibuixos animats" i "humor cru"), 3+ de PEGI, i A de CERO.
Una adaptació del joc per a telèfons mòbils va ser desenvolupada per Universomo i publicada per THQ el 5 de gener de 2007. Els gràfics bidimensionals, la selecció limitada de personatges i l’adaptació només de la primera pel·lícula de la saga, distingeixen aquesta versió de les demés. Lego Star Wars i Lego Star Wars II es van compilar posteriorment a Lego Star Wars: The Complete Saga, desenvolupat per Traveller's Tales i publicat per LucasArts. The Complete Saga va incorporar algunes millores de la seqüela als nivells del joc original i va ampliar la cantina Mos Eisley, on se seleccionaven els nivells a Lego Star Wars II, per permetre l'accés als dels dos jocs. Va estrenar-se el 6 de novembre de 2007 per a Windows, PlayStation 3, Xbox 360, Wii i DS.

## Recepció
Lego Star Wars II va ser rebut positivament pels crítics, que van lloar la seva representació dels personatges i esdeveniments de les pel·lícules. L'escriptor del personal de Nintendo Power, Chris Shepperd, va afirmar que "les adorables adaptacions de Lego també van donar lloc a alguns moments molt divertits: l'escena ‘Jo soc el teu pare’ de The Empire Strikes Back no té preu". Els crítics de GameSpy, 1Up.com, GameSpot, IGN i PlayStation: The Official Magazine van publicar opinions similars. Shepperd i Ben Fritz, de la revista Variety, van qualificar el joc d'"adorable". Per altra banda, la revista oficial de Xbox va elogiar l'"humor desenfrenat" del joc, i Electronic Gaming Monthly va declarar: "heu de donar crèdit al brillant cap de suro que va impel·lir aquesta fantàstica però intrínsecament estranya idea a LucasArts". Jeff Bell, vicepresident corporatiu de màrqueting global de Microsoft, va elogiar Lego Star Wars II per ampliar la gamma de consumidors per a la Xbox 360, assenyalant el seu atractiu familiar.
Part d’aquesta recepció tan positiva es deu al fet que molts dels crítics preferien la trilogia de pel·lícules original. Andrew Reiner de Game Informer va dir que "comparar [la trilogia preqüela] amb les pel·lícules de la trilogia original és similar a comparar Jar Jar Binks amb Han Solo". Shepperd va enaltir el disseny de nivells de Lego Star Wars II i va qualificar els entorns del seu predecessor d'"estèrils".Així mateix, aquest parer va ressonar entre els crítics de 1Up.com, Variety, GameSpot, GameSpy, la revista oficial de PlayStation dels EUA i BusinessWeek.
Va haver-hi crítiques dispars respecte el nivell de dificultat del joc. Fritz va afirmar que, tot i que Lego Star Wars II només oferia un "viatge curt", era "prou divertit". Ryan Davis, de GameSpot, va estimar una duració de sis hores per completar el contingut principal, però va elogiar el seu contingut addicional. Els revisors de GameSpy i 1Up.com van pensar de la mateixa manera. Una ressenya de Brett Molina, del diari USA Today, va afirmar que "la dificultat del joc està prou equilibrada perquè els nens no se sentin massa frustrats mentre que els jugadors més grans encara puguin trobar un repte sòlid" i va donar al joc una puntuació global de 8 sobre 10. La ressenya de la revista oficial Xbox va elogiar els seus "puzles estranys". Jeremy Dunham i Reiner d'IGN van ser més crítics amb la dificultat percebuda baixa.
La crítica va ser dura amb les versions de Game Boy Advance i Nintendo DS del joc. Davis aproximava que la versió de Game Boy Advance es podia completar en només dues hores. L'escriptor de GameSpy, Phil Theobald, va lamentar els mals controls, els nivells fàcils i les seccions de pilotatge de vehicles d'aquesta versió. Va concloure: "per l’amor de Déu, compreu alguna de les versions de consola [domèstica]". Theobald, Davis i Craig Harris d'IGN van criticar l'elevat nombre d’errades a la versió de DS.

### Reconeixements i vendes
Lego Star Wars II va guanyar i va ser nominat a nombrosos premis, i va obtenir bones classificacions en diverses llistes de videojocs. El lloc web oficial de Star Wars va declarar que Lego Star Wars II era el millor producte relacionat amb Star Wars del 2006. El joc va ser premiat per iParenting Media com un dels millor productes de l’any, i el setembre de 2006 va entrar a la llista de "5 coses que no volem que us perdeu" de la revista Reader's Digest, la dels deu millors videojocs de l’any de la revista Time, i la del "Joc de l'any" per a PC de GameSpy. Va rebre el premi al Joc de l'Any de Nick Jr. i IGN (només per a jocs de PC). Va guanyar, també, el premi a "Millor joc basat en una pel·lícula o programa de televisió" dels premis de Spike TV i "Millor jugabilitat" de la tercera edició de premis a videojocs de l'Acadèmia Britànica de les Arts del Cinema i la Televisió. Va rebre nominacions als BAFTA en altres tres categories, inclosa la de "Millor joc”. En canvi, la versió de DS, que havia estat mal rebuda, es va incloure com a una de les "llàgrimes" a la llista de jocs d'acció "Cheers & Tears" d'IGN de setembre de 2009 per a DS. Els editors de Computer Games Magazine van classificar Lego Star War II el cinquè millor joc d'ordinador del 2006 assegurant que es tractava d’"una magnífica acció/aventura, amb […] una insistència gairebé com un cadell que t'encanta". Durant la 10a edició dels Premis Anuals Interactive Achievement, Lego Star Wars II va rebre nominacions per a "Joc familiar de l'any", "Joc de mà de l'any", " Assoliment destacat en animació " i " Assoliment destacat en rendiment de personatges - masculí ".
Lego Star Wars II va vendre més d'1.1 milions de còpies a tot el món durant la seva primera setmana. Les versions de PlayStation 2, GameCube, Xbox 360 i Xbox van ser el tercer, cinquè, vuitè i novè jocs més venuts del setembre de 2006, respectivament. De fet, les de GameCube, Xbox i PlayStation 2 van ser el tercer, vuitè i novè jocs més venuts de l’any, respectivament. Combinant les ventes en totes les plataformes, va ser el cinquè joc més venut de l’any al Regne Unit i, sense comptar la versió de PC, el tercer als Estats Units, darrere de Madden NFL 07 i Cars. Les versions de GameCube, GBA i DS van ser la primera, segona i cinquena més venudes del gener de 2007 per a les seves respectives plataformes. El 2 de maig de 2009, les vendes mundials ja havien superat els 8,2 milions. Gràcies a aquest èxit es va certificar el joc com a part de les línies pressupostàries Platinum Hits per a Xbox 360, Greatest Hits per a PlayStation 2 (cadascun representa un total de vendes mundials d'almenys 400.000 a la seva respectiva plataforma), i Player's Choice per a GameCube (250.000).